# El Perro del Mar
El Perro del Mar, artistnamn för Sarah Assbring, är en svensk musiker.
El Perro del Mar är spanska för "Hunden från havet". El Perro del Mar ligger på egna skivbolaget Ging Ging Recordings och hennes musik är oftast väldigt melankolisk. Efter att hennes debutalbum utkom 2005 har hon turnerat i bland annat Europa, USA, Brasilien och Australien.
Hennes femte fullängdsalbum KoKoro släpptes den 16 september 2016. Första singeln "Breadandbutter" släpptes den 1 mars tidigare samma år. 
El Perro Del Mar sjunger bland annat folkvisan "Gammalståschans hjärtesuck" med ny text i Apolivas uppmärksammade reklamfilm från 2009.
Hon sjunger även låten "Dream Baby Dream" från Ikeas reklamkampanj våren 2016.
Hennes sjätte fullängdsalbum Big Anonymous släpptes 16 februari 2024.

## Diskografi
- 2005 – Look! It's El Perro del Mar
- 2006 – El Perro del Mar
- 2008 – From the Valley to the Stars
- 2009 – Love Is Not Pop
- 2012 – Pale Fire
- 2016 – KoKoro
- 2024 – Big Anonymous